# Otwarte mistrzostwa świata par kobiet w brydżu sportowym
Otwarte mistrzostwa świata par kobiet w brydżu sportowym – Otwarte mistrzostwa świata par w kategorii kobiet w brydżu sportowym. W zawodach tych startować mogą kobiety z różnych krajów bez ograniczeń na liczbę zawodniczek z poszczególnych federacji. Zawody odbywają się w co 4 lata w latach parzystych nieprzestępnych.

## Miejsca medalowe
| Otwarte Mistrzostwa Świata Par Kobiet w brydżu sportowym | Otwarte Mistrzostwa Świata Par Kobiet w brydżu sportowym | Otwarte Mistrzostwa Świata Par Kobiet w brydżu sportowym |
| Lp                                                       | Miejsce                                                  | Para                                                     |
| -------------------------------------------------------- | -------------------------------------------------------- | -------------------------------------------------------- |
| 14:                                                      | 2014, 10 do 25 października, Sanya, (Chiny)              | 2014, 10 do 25 października, Sanya, (Chiny)              |
| 14:                                                      | 1                                                        | Liu Shu : Zhou Tao                                       |
| 14:                                                      | 2                                                        | Zhou Tao : Gan Lin                                       |
| 14:                                                      | 3                                                        | Suci Amita Dewi : Kristina Wahyu Murniati                |
| 13:                                                      | 2010, 1 do 16 października, Filadelfia, (USA)            | 2010, 1 do 16 października, Filadelfia, (USA)            |
| 13:                                                      | 1                                                        | Lynn Deas : Beth Palmer                                  |
| 13:                                                      | 2                                                        | Susan Culham : Kismet Fung                               |
| 13:                                                      | 3                                                        | Carla Arnolds : Bep Vriend                               |
| 12:                                                      | 2006, 9 do 24 czerwca, Werona, (Włochy)                  | 2006, 9 do 24 czerwca, Werona, (Włochy)                  |
| 12:                                                      | 1                                                        | Irina Lewitina : Kerri Sanborn                           |
| 12:                                                      | 2                                                        | Wang Hongli : Wang Wenfei                                |
| 12:                                                      | 3                                                        | Sabine Auken : Janice Seamon-Molson                      |
| 11:                                                      | 2002, 16 do 31 sierpnia, Montreal, (Kanada)              | 2002, 16 do 31 sierpnia, Montreal, (Kanada)              |
| 11:                                                      | 1                                                        | Karen McCallum : Debbie Rosenberg                        |
| 11:                                                      | 2                                                        | Blandine Bajos de Heredia : Anne-Fréderique Lévy         |
| 11:                                                      | 3                                                        | Irina Lewitina : Kerri Shuman                            |
| 10:                                                      | 1998, 21 sierpnia do 4 września, Lille, (Francja)        | 1998, 21 sierpnia do 4 września, Lille, (Francja)        |
| 10:                                                      | 1                                                        | Jill Meyers : Shawn Quinn                                |
| 10:                                                      | 2                                                        | Daniela von Arnim : Sabine Auken                         |
| 10:                                                      | 3                                                        | Véronique Bessis : Catherine Saul                        |
| 9:                                                       | 1994, 17 września do 1 października, Albuquerque, (USA)  | 1994, 17 września do 1 października, Albuquerque, (USA)  |
| 9:                                                       | 1                                                        | Carla Arnolds : Bep Vriend                               |
| 9:                                                       | 2                                                        | Véronique Bessis : Catherine Saul                        |
| 9:                                                       | 3                                                        | Lynn Deas : Beth Palmer                                  |
| 8:                                                       | 1990, 31 sierpnia do 15 września, Genewa, (Szwajcaria)   | 1990, 31 sierpnia do 15 września, Genewa, (Szwajcaria)   |
| 8:                                                       | 1                                                        | Karen McCallum : Kerri Shuman                            |
| 8:                                                       | 2                                                        | Judi Radin : Katherine Wei-Sender                        |
| 8:                                                       | 3                                                        | Carla Arnolds : Bep Vriend                               |
| 7:                                                       | 1986, 13 do 27 września, Miami Beach, (USA)              | 1986, 13 do 27 września, Miami Beach, (USA)              |
| 7:                                                       | 1                                                        | Amalya Kearse : Jacqui Mitchell                          |
| 7:                                                       | 2                                                        | Bettina Kalkerup : Charlotte Koch-Palmund                |
| 7:                                                       | 3                                                        | Sally Horton : Sandra Landy                              |
| 6:                                                       | 1982, 1 do 16 października, Biarritz, (Francja)          | 1982, 1 do 16 października, Biarritz, (Francja)          |
| 6:                                                       | 1                                                        | Betty Ann Kennedy : Carol Sanders                        |
| 6:                                                       | 2                                                        | Lynn Deas : Beth Palmer                                  |
| 6:                                                       | 3                                                        | Sally Horton : Sandra Landy                              |
| 5:                                                       | 1978, 17 do 30 czerwca, Nowy Orlean, (USA)               | 1978, 17 do 30 czerwca, Nowy Orlean, (USA)               |
| 5:                                                       | 1                                                        | Judi Radin : Katherine Wei-Sender                        |
| 5:                                                       | 2                                                        | Betty Ann Kennedy : Carol Sanders                        |
| 5:                                                       | 3                                                        | Claude Blouquit : Elisabeth Delor                        |
| 4:                                                       | 1974, 4 do 17 maja, Las Palmas, (Hiszpania)              | 1974, 4 do 17 maja, Las Palmas, (Hiszpania)              |
| 4:                                                       | 1                                                        | Fritzi Gordon : Rixi Markus                              |
| 4:                                                       | 2                                                        | Gerda Goslar : Rita Jacobson                             |
| 4:                                                       | 3                                                        | Emma Jean Hawes : Dorothy Hayden                         |
| 3:                                                       | 1970, 27 czerwca do 4 lipca, Sztokholm, (Szwecja)        | 1970, 27 czerwca do 4 lipca, Sztokholm, (Szwecja)        |
| 3:                                                       | 1                                                        | Mary Jane Farell : Marilyn Johnson                       |
| 3:                                                       | 2                                                        | Fritzi Gordon : Rixi Markus                              |
| 3:                                                       | 3                                                        | Britt Blom : Gunborg Silborn                             |
| 2:                                                       | 1966, 7 do 15 maja, Amsterdam, (Holandia)                | 1966, 7 do 15 maja, Amsterdam, (Holandia)                |
| 2:                                                       | 1                                                        | Joan Durran : Jane Juan                                  |
| 2:                                                       | 2                                                        | Nancy Gruver : Sue Sachs                                 |
| 2:                                                       | 3                                                        | Mary Jane Farell : Peggy Solomon                         |
| 1:                                                       | 1962, 27 kwietnia do 4 maja, Cannes, (Francja)           | 1962, 27 kwietnia do 4 maja, Cannes, (Francja)           |
| 1:                                                       | 1                                                        | Fritzi Gordon : Rixi Markus                              |
| 1:                                                       | 2                                                        | Fanny Pariente : Marianne Serf                           |
| 1:                                                       | 3                                                        | Hoilem : Helen Portugal                                  |